# 지방산 생성효소
지방산 생성효소(영어: fatty acid synthase, FAS) (EC 2.3.1.85)는 사람에서 FASN 유전자에 의해 암호화되는 효소이다.
지방산 생성효소는 지방산 합성을 촉매하는 다중효소 단백질이다. 지방산 생성효소는 단일 효소가 아니라 두 개의 동일한 272 kDa의 다중기능 폴리펩타이드로 구성된 효소 시스템이며, 여기에서 기질은 하나의 기능 도메인에서 다음 기능 도메인으로 전달된다.
지방산 생성효소의 주된 기능은 NADPH의 존재 하에서 아세틸-CoA 및 말로닐-CoA로부터 팔미트산(C16:0, 긴 사슬 포화 지방산)의 합성을 촉매하는 것이다.

## 같이 보기
- 위장관 라이페이스 저해제의 발견 및 개발
- 지방산 합성
- 지방산 대사
- 지방산 분해
- 엔오일-아실기 운반 단백질 환원효소
- 선천성 지질 대사 이상